# 엘리사 쿡 주니어

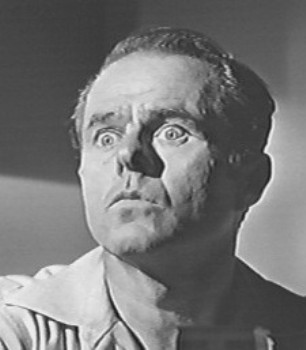

엘리샤 쿡 주니어(Elisha Cook Jr., 1903년 12월 26일 ~ 1995년 5월 18일)는 미국의 배우이다.
샌프란시스코에서 태어났다.

## 출연 작품
- 탈옥자 (1987년)
- 그 맑고 환한 밤 중에 (1984년)
- 산타를 찾아서 (1984년)
- 해밑 (1982년)
- 삐에로 프랭키 (1980년)
- 톰 혼 (1980년)
- 살렘스 롯 (1979년)
- 1941 (1979년)
- 챔프 (1979년) - 조지 역
- 세인트 아이브스 (1976년)
- 특수기동대 (1975년)
- 아웃핏 (1974년)
- 일렉트라 글라이드 인 블루 (1973년) - 윌리 역
- 데드 피플 (1973년) - 찰리 역
- 북극의 제왕 (1973년)
- 관계의 종말 (1973년)
- 나이트 스토커 (1972년)
- 그레이트 노스필드 미네소타 레이드 (1972년)
- 브라큐라 (1972년)
- 로즈메리의 아기 (1968년)
- 0011 나폴레옹 솔로 - 스파이 인 더 그린 햇 (1966년)
- 서부를 향해 달려라 (1965년)
- 파파스 델리케이트 컨디션 (1964년)
- 첩보원 0011 (1964년)
- 유령 출몰지 (1963년)
- 애꾸눈 잭 (1961년)
- 보난자 (1959년)
- 헌티드 힐 (1959년) - 왓슨 프리차드 역
- 바디 페이스 넬슨 (1957년)
- 킬링 (1956년)
- 심판 (1955년)
- 인디언 전사 (1955년)
- 슈퍼맨 - 54년작 5 (1954년)
- 아이, 더 주어리 (1953년)
- 셰인 (1953년) - 프랭크 스톤월 토레이 역
- 돈 보더 투 노크 (1952년)
- 본 투 킬(영어판) (1947년)
- 딜린저 (1945년)
- 업 인 암스 (1944년)
- 인 디스 아워 라이프 (1942년)
- 엉터리 무용전 (1942년) - 프랭크 루카스 역
- 러브 크레이지 (1941년)
- 요크 상사 (1941년)
- 말타의 매 (1941년)
- 볼 오브 파이어 (1941년)
- 틴 팬 앨리 (1940년)
- 마이 럭키 스타 (1938년)
- 서브마린 패트롤 (1938년)
- 데이 원트 포겟 (1937년) - 조 터너 역
- 데인저-러브 앳 워크 (1937년)
- 쓰루브레드 돈 크라이 (1937년)
- 피그스킨 퍼레이드 (1936년)

### 텔레비전
- 달리는 사이먼 (1981년)
- 딜론 보안관 (1955년)
- 매그넘 P.I. (1980년)
- 배트맨 - 66년 TV 시리즈 (1966년)
- 페리 메이슨 (1957년)
- 형사 Q (1976년)